# Grand Prix du Portugal 2010
Il Grand Prix du Portugal 2010, quarta edizione della corsa, valido come evento del circuito Coppa delle Nazioni U23 UCI 2010 categoria 2.NC riservato a squadre nazionali Under 23, si svolse dal 26 al 28 marzo 2010 lungo un percorso di complessivi 257,3 km suddiviso in tre tappe. Fu vinto dall'olandese Tom Dumoulin, che concluse la gara con il tempo di 6 ore 24 minuti e 37 secondi alla media di 40,13 km/h.
Al traguardo dell'ultima tappa 80 ciclisti conclusero la gara.

## Tappe
| Tappa  | Data     | Percorso                            | km    | Vincitore di tappa  | Leader cl. generale |
| ------ | -------- | ----------------------------------- | ----- | ------------------- | ------------------- |
| 1ª     | 26 marzo | Guarda > Sabugal                    | 123,4 | Arkimedes Arguelyes | Arkimedes Arguelyes |
| 2ª     | 27 marzo | Guarda > Trancoso                   | 116,4 | Arnaud Courteille   | Arkimedes Arguelyes |
| 3ª     | 28 marzo | Guarda > Guarda (cron. individuale) | 17,5  | Tom Dumoulin        | Tom Dumoulin        |
| Totale | Totale   | Totale                              | 257,3 |                     |                     |

## Dettagli delle tappe

### 1ª tappa
- 26 aprile: Guarda > Sabugal – 123,4 km

Risultati
| Pos. | Corridore           | Squadra     | Tempo    |
| ---- | ------------------- | ----------- | -------- |
| 1    | Arkimedes Arguelyes | Russia      | 3h07'16" |
| 2    | Tom Dumoulin        | Paesi Bassi | s.t.     |
| 3    | Nikita Umerbekov    | Kazakistan  | s.t.     |

| Pos. | Corridore           | Squadra     | Tempo    |
| ---- | ------------------- | ----------- | -------- |
| 1    | Arkimedes Arguelyes | Russia      | 3h07'01" |
| 2    | Tom Dumoulin        | Paesi Bassi | a 9"     |
| 3    | Nikita Umerbekov    | Kazakistan  | a 11"    |

### 2ª tappa
- 27 marzo: Guarda > Trancoso – 116,4 km

Risultati
| Pos. | Corridore           | Squadra  | Tempo    |
| ---- | ------------------- | -------- | -------- |
| 1    | Arnaud Courteille   | Francia  | 2h52'46" |
| 2    | Arkimedes Arguelyes | Russia   | s.t.     |
| 3    | Jonathan Fumeaux    | Svizzera | s.t.     |

| Pos. | Corridore           | Squadra     | Tempo    |
| ---- | ------------------- | ----------- | -------- |
| 1    | Arkimedes Arguelyes | Russia      | 5h59'35" |
| 2    | Arnaud Courteille   | Francia     | a 20"    |
| 3    | Tom Dumoulin        | Paesi Bassi | a 21"    |

### 3ª tappa
- 28 marzo: Guarda > Guarda – Cronometro individuale – 17,5 km

Risultati
| Pos. | Corridore       | Squadra     | Tempo  |
| ---- | --------------- | ----------- | ------ |
| 1    | Tom Dumoulin    | Paesi Bassi | 24'41" |
| 2    | Nélson Oliveira | Portogallo  | a 4"   |
| 3    | Gregory Brenes  | Mista       | a 9"   |

| Pos. | Corridore       | Squadra     | Tempo    |
| ---- | --------------- | ----------- | -------- |
| 1    | Tom Dumoulin    | Paesi Bassi | 6h24'37" |
| 2    | Nélson Oliveira | Portogallo  | a 13"    |
| 3    | Gregory Brenes  | Mista       | a 18"    |

## Classifiche finali

### Classifica generale
| Pos. | Corridore           | Squadra     | Tempo    |
| ---- | ------------------- | ----------- | -------- |
| 1    | Tom Dumoulin        | Paesi Bassi | 6h24'37" |
| 2    | Nélson Oliveira     | Portogallo  | a 13"    |
| 3    | Gregory Brenes      | Mista       | a 18"    |
| 4    | Arkimedes Arguelyes | Russia      | a 39"    |
| 5    | Sebastián Salazar   | Colombia    | a 40"    |
| 6    | Anthony Delaplace   | Francia     | a 46"    |
| 7    | Niki Østergaard     | Danimarca   | a 53"    |
| 8    | Darwin Atapuma      | Colombia    | a 55"    |
| 9    | Sebastian Lander    | Danimarca   | a 1'01"  |
| 10   | Arnaud Courteille   | Francia     | s.t.     |

### Classifica a punti
| Pos. | Corridore           | Squadra     | Punti |
| ---- | ------------------- | ----------- | ----- |
| 1    | Arkimedes Arguelyes | Russia      | 56    |
| 2    | Arnaud Courteille   | Francia     | 25    |
| 3    | Tom Dumoulin        | Paesi Bassi | 22    |
| 4    | Jonathan Fumeaux    | Svizzera    | 18    |
| 5    | Yannick Martinez    | Francia     | 17    |

### Classifica scalatori
| Pos. | Corridore           | Squadra     | Punti |
| ---- | ------------------- | ----------- | ----- |
| 1    | Benjamin King       | Stati Uniti | 10    |
| 2    | Sergej Šilov        | Russia      | 6     |
| 3    | Arnaud Courteille   | Francia     | 5     |
| 4    | Arkimedes Arguelyes | Russia      | 3     |
| 5    | Jonathan Fumeaux    | Svizzera    | 2     |

### Classifica giovani
| Pos. | Corridore        | Squadra     | Tempo    |
| ---- | ---------------- | ----------- | -------- |
| 1    | Tom Dumoulin     | Paesi Bassi | 6h24'37" |
| 2    | Nikita Umerbekov | Kazakistan  |          |
| 3    | Sergej Černeckij | Russia      |          |
| 4    | Arman Kamyšev    | Kazakistan  |          |
| 5    | Sebastian Lander | Danimarca   |          |

### Classifica a squadre
| Pos. | Squadra   | Tempo     |
| ---- | --------- | --------- |
| 1    | Mista     | 19h16'05" |
| 2    | Colombia  | a 23"     |
| 3    | Spagna    | a 35"     |
| 4    | Danimarca | a 58"     |
| 5    | Francia   | a 1'02"   |